# تاداشي فوكوشيما
تاداشي فوكوشيما (باليابانية: 福島正) هو منافس ألعاب قوى ياباني، ولد في 29 سبتمبر 1964.

## وصلات خارجية
- تاداشي فوكوشيما على موقع الاتحاد الدولي لألعاب القوى (الإنجليزية)